# アルチェオ・ガリエラ

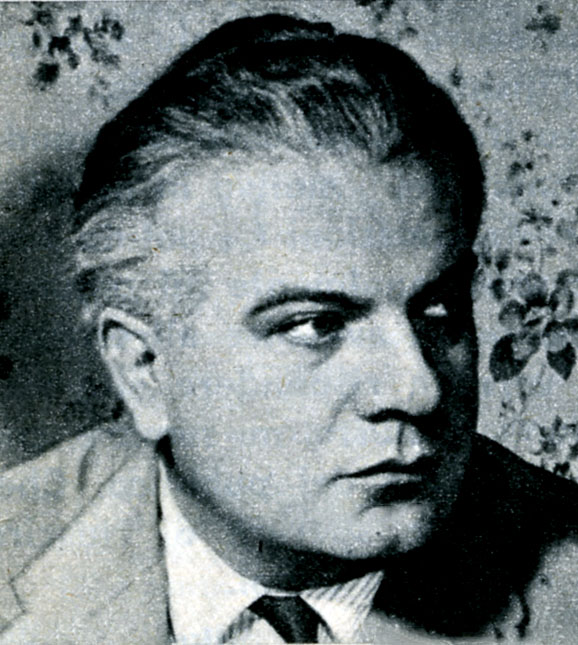
アルチェオ・ガリエラ

アルチェオ・ガリエラ（Alceo Galliera, 1910年5月3日 - 1996年4月21日）は、イタリアの指揮者。
ミラノで生まれ、パルマ音楽院の教授だった父親から音楽の手ほどきを受けた後、生地の音楽院でピアノ、オルガンと作曲を学んだ。1932年から母校で教鞭をとっていたが、1941年に指揮者に転向し、ローマ聖チェチーリア音楽院管弦楽団を指揮してデビューを飾り、ミラノ・スカラ座などでも活躍した。第二次世界大戦が勃発してからはスイスに亡命し、1945年にルツェルン音楽祭への出場を皮切りに演奏活動を再開した。彼の教えを受けた人の一人にシャルル・デュトワがいる。
1957年にはフェニーチェ座の指揮者となり、1960年まで務めた。1964年にはストラスブール市立管弦楽団の首席指揮者となり、1972年までその任にあった。ブレシアにて死去。

## 脚註
| スタブアイコン | サブスタブ | この項目は、まだ閲覧者の調べものの参照としては役立たない、音楽関係者（バンド等）に関連した書きかけの項目です。この項目を加筆・訂正などしてくださる協力者を求めています（P:音楽/PJ:芸能人）。 |